# ۳ایکس‌تریم ۳ایکس۵۵ ترنر
۳ایکس‌تریم ۳ایکس۵۵ ترنر (به انگلیسی: 3Xtrim 3X55 Trener) و ۳ایکس۴۷اولترا خانواده‌ای از هواپیمای فوق سبک تولید شده توسط کارخانهٔ هواپیماسازی ۳ایکس‌تریم در لهستان است. هر دو هواپیما دو سرنشینه، بال بالا با ارابهٔ فرود سه چرخه بوده که به صورت هواپیمای کامل (ساخته شده) عرضه می‌شود.
ویرایش آمریکایی هواپیمای ۳ایکس۵۵ با نام نویگیتور ۶۰۰ شناخته می‌شود که حداکثر وزن قابل برخاست آن ۱۳۲۰ پوند می‌باشد.
مشخصات عمومی
- خدمه: یک نفر
- گنجایش:  ۱ مسافر
- طول: ۶٫۸۷ متر (۲۲ فوت ۶½ اینچ)
- پهنای بال: ۱۰٫۰۳ متر (۳۲ فوت ۱۱ in)
- ارتفاع: ۲٫۴۰ متر (۷ فوت ۱۰¾ in)
- بال: مساحت ۱۲٫۴۰ متر مربع (۱۳۳٫۵ فوت مربع)
- وزن خالی: ۳۲۵ کیلوگرم (۷۱۷ پوند)
- بیشینه وزن برخاست: ۵۵۰ کیلوگرم (۱۲۱۲ پوند lb)

 عملکرد 
- حداکثر سرعت مجاز: ۲۲۰ کیلوکمتر بر ساعت (۱۱۸ نات، ۱۳۶ مایل بر ساعت)
- سرعت پیمایش: ۱۷۰ کیلومتر بر ساعت (۹۱ نات، 106 mph)
- سرعت استال: ۷۰ کیلومتر بر ساعت (۳۸ نات، ۴۴ mph)
- برد: ۷۵۰ کیلومتر (۴۰۵ مایل دریایی، ۴۶۶ مایل)
- سقف پروازی: ۴۰۰۰ متر (۱۳۱۲۰ پا)
- نرخ اوج‌گیری: 4.5 m/s (۸۶۶ پا بر دقیقه)